# Mișcarea pentru Drepturile Bărbaților
Mișcarea pentru Drepturile Bărbaților reprezintă un termen generic ce acoperă drepturile politice și libertăți oferite sau refuzate bărbaților dintr-o națiune sau cultură. Drepturile bărbaților au fost subiectul mai multor mișcări sociale și politice, inclusiv eliberarea bărbaților, feminismul, mișcarea mito-poetică a bărbaților, mișcarea pentru drepturile bărbaților, eliberarea bărbaților gay și anti-feminismul. Probleme asociate adesea cu drepturile bărbaților includ mariajul, coabitarea, co-parentalitatea, discriminarea în privința locului de muncă, divorțul, aranjamente privind sprijinul material și pensia alimentară.

## Istoric
Drepturile bărbaților au fost definite în mod obișnuit ca drepturi ce ar trebui oferite și protejate de guvern. În discuțiile asupra drepturilor omului, unii susțin că drepturile omului au fost prin tradiție concentrate în jurul drepturilor bărbaților, fără să se dea importanță problemelor și circumstanțelor unice ce le privesc pe femei. În alte cuvinte femeile pot să se bucure de aceste drepturi numai în măsura în care pot deveni ca bărbații. Tradițional, problemele dintre bărbați și femei sunt considerate chestiuni personale, neavând nevoie prin urmare de o protecție în sfera publică.
Din 1970, cu toate acestea, au existat mișcări ale bărbaților și femeilor ce au încercat să reconsidere sistemele patriarhale și în ce măsură urmăresc interesul bărbaților și al femeilor. Bărbații, recunoscuți înainte în primul rând pentru rolul de întreținător al familiei, sunt recunoscuți acum din ce în ce mai mult pentru rolul lor în educarea copiilor lor, fapt ce schimbă perspectivele cu privire la ceea ce este mai important pentru drepturile bărbaților.

## Mișcarea pentru drepturile bărbaților în lume
Mișcarea pentru drepturile bărbaților a fost înființată în SUA în a doua jumătate a anilor 1970, cu scopul de a apăra drepturile bărbaților ca răspuns la mișcarea feministă. Organizațiile pentru drepturile bărbaților se referă la organizații ce aparțin acestei mișcări. Scopul mișcării a fost acela de a aborda inegalități existente la nivel social în drepturile pentru reproducere, aranjamentele legate de divorț, legile privitoare la violența domestică și legile privitoare la hărțuirea sexuală. Aceasta include alte drepturi ale tatălui, sănătate, integritatea genitală, și așa mai departe. Persoanele care activează în aceste grupări sunt cunoscuți ca fiind activiști pentru drepturile bărbaților sau MRA (Men Rights Activits). Aceștia pretind că bărbații sunt cetățeni oprimați, ei având vieți mai scurte, rate de sinucidere mai mari și prezentând mai multe incidente de tulburări legate de stres, decât femeile.
Drepturile bărbaților (Men's Rights, Inc.) și Bărbații liberi (Free Men, Inc.) au fost fondate amândouă în 1970. Recunoscând necesitatea de a aborda teme cheie privitoare la bărbați, mișcarea pentru drepturile taților a apărut și ea în aceeași perioadă. Coaliția națională a bărbaților liberi (National Coalition of Free Men) a apărut în 1981. Printre femeile ce susțin drepturile bărbaților se numără Naomi Penner, o activistă pentru drepturile femeilor și Christina Hoff Sommers ce a scris despre modul negativ în care mișcarea feministă îi afectează pe băieți și bărbați.
Mișcarea pentru drepturile bărbatului din Israel, a fost fondată în 1966, de către Yaakov Schlusser cu scopul de a spori șansele de obținere a custodiei de către tați.
Prima organizație ne-occidentală pentru drepturile tatălui, a apărut în India în 2005, sub numele Fundația pentru salvarea familiei indiene (Save Indian Family Foundation), o organizație non-profit cu sediul în Bangalore. 
Ca mișcări sociale, cele ce abordează drepturile bărbaților, cuprind o mare varietate de organizații și indivizi, uniți și divizați în moduri numeroase ce au la bază probleme specifice. Unele grupări sunt organizate în mod oficial, în timp ce altele sunt alianțe accidentale sau munca unui grup de indivizi. Printre organizațiile importante se numără Coaliția americană a taților și copiilor (American Coalition of Fathers and Children), Tați pentru justiție (Fathers 4 Justice), Coaliția națională a bărbaților (National Coalition for Men) și Fundația indiana pentru salvarea familiei indiene (Save Indian Family Foundation).

## Problematici
Mișcarea pentru drepturile bărbaților este implicată în nenumărate probleme, unele dintre acestea dând naștere altor mișcări sau grupări, cum ar fi mișcarea pentru drepturile tatălui, ce este axată pe divorț și probleme legate de custodie.

### Divorțul
Grupările pentru drepturile bărbaților din SUA, au început să se organizeze ca răspuns la reformele legate de divorț și problemele legate de custodie din anii 1960. Bărbații implicați în primele organizații susțineau că legea familiei și a divorțului îi discrimina, favorizându-le pe soțiile lor. . Rich Doyle a scris un comentariu legat de mișcarea pentru drepturile bărbaților, în care vorbea despre modul în care instanța tratează divorțurile și procesele pentru custodie:
| “ | Instanțele ce se ocupă de divorțuri sunt adesea ca niște abatoare, lipsite de compasiune sau talent. Ele funcționează ca niște agenții ce se ocupă cu strângerea de fonduri pentru avocați, în totalmente necinstite, furând copii și extorsionându-i pe bărbați în moduri evident neconstituționale... Bărbații sunt priviți ca niște simpli oaspeți în propriile lor case, putând fi oricând evacuați la dorința soțiilor sau a judecătorilor. Bărbații sunt alungați de acasă și de lângă copiii lor împotriva voinței lor; apoi fiind incapabili de a suporta cheltuielile pentru două case sunt declarați „tați fugari”. Contrar tuturor principiilor justiției, bărbații sunt aruncați în închisoare pentru incapacitatea de a plăti pensia alimentară și de a se achita de obligație, oricât de nedreaptă și de nerezonabilă ar fi aceasta. | ” |
|   | |   |

Legile și practicile privitoare la întreținere soției sau pensia alimentară variază considerabil de la o țară la alta sau de la o cultură la alta. La unul din poli se află țările nordice, precum Suedia care din 1978 au hotărât ca soții divorțați nu răspund unul de altul.  Ar putea fi prevăzută o pensie doar pentru o perioadă scurtă de timp. În majoritatea țărilor vestice, pensia alimentară este acordată din ce în ce mai rar, din cauza căsniciilor scurte și a faptului că femeile de cele mai multe ori au un venit propriu. Italia și multe țări din America de Sus sunt la polul opus. Femeile trebuie să fie  întreținute în timpul  despărțirii legale, aceasta fiind o stare în care multe-și doresc să rămână din cauza șanselor scăzute de a se recăsători, datorită motivelor religioase sau pentru a păstra drepturi de moștenire asupra bunurilor deținute de soți. Astfel de femei sunt de obicei căsătorite cu bărbați din clasele privilegiate. Cu toate astea, rata sprijinului material descrește și în Italia.
Cu toate că rata plăților pentru întreținerea soției e în declin, din cauza ratelor reduse pentru care pensia este garantată și a ratei reduse la care pensia este plătită în general, există și probleme legate de drepturile bărbaților atunci când femeile continuă să primească pensie și după ce acestea intră într-o nouă relație și când femeile sunt întreținute de bărbați ce sunt strâmtorați din punct de vedere financiar. . În SUA legile pensiei din prezent sunt contestate datorită constituționalității, desemnării pensiei temporare în locul pensiei permanente plătite unui soț, și tratamentului corect și egal al legii familiei. . Există mai multe cruciade duse de activiștii pentru drepturile bărbaților pentru a reforma pensia la nivel statal și federal, incluzând Arizona, Florida, Georgia, Massachusetts, New Jersey, North Carolina, Ohio, Pennsylvania și Tennessee.
Acum că femeile reprezintă o mare parte a forței de muncă, legile existente privind pensia în SUA, au început să fie puse la îndoială. Un precedent legal legat de o pensie care să nu țină de gen, oferindu-le bărbaților drepturi la pensie, a fost făcut în cazul Orr v Orr, în care Instanța Supremă a invalidat reglementările din Alabama conform cărora soții și nu soțiile, erau obligați să plătească pensia după divorț. Această reglementare a fost considerată o violare a clauzei de protecție egal a celui de-al 14-lea amendament. Procentajul bărbaților ce primeau pensie s-a ridicat de la 2,4% între 1996 și 2001 la 3,6% între 2002-2002, și e de așteptat ca acesta să crească din moment ce din ce în ce mai multe familii au ca susținător principal femeia.

### Drepturile privitoare la reproducere
În 2003, o britanică a pierdut procesul intentat în 1990 împotriva decretului referitor la Fertilizarea și embrioni umani ce afirmă că ambii parteneri trebuie să se pună de acord cu privire la felul în care va fi folosit materialul lor genetic. Aceasta încerca să obțină acces la embrioni fertilizați, înghețați înainte de divorț, de la fostul ei soț ce-și retrăsese acordul. Cu toate acestea, un bărbat britanic a fost obligat să plătească pensie alimentară pentru copii conceputi artifical după ce fosta lui soție i-a folosit sperma înghețată din timpul căsătoriei lor. În acest caz, femeia a pretins în timpul desfășurării procedurilor că bărbatul își dăduse acordul.
În toate țările cu excepția a 15 țări, bărbații nu e nevoie să fie înștiințați în legătură cu provocarea unui avort. Egiptul, Guinea-Bissau, Iran, Irak, Japonia, Republica Coreea, Kuweit, Malawi, Nicaragua, Arabia Saudită, Siria, Turcia, Maroc și Emiratele Arabe Unite, cer ca avortul să fie autorizat de soțul femeii.  Cu toate astea, în unele dintre aceste țări această lege poate fi încălcată dacă femeia are probleme de sănătate. În China, legea afirmă că o femeie nu are niciun fel de prioritate față de soțul ei în decizia de a avea sau nu un copil, în ciuda faptul că acest fapt intră în conflict cu drepturile femeilor la avort ce a fost susținut în instanță.
În USA, în 2006, cazul Dubay v. Wells a pus problema dacă bărbații ar trebui să aibă posibilitatea de a refuza toate drepturile paternale și toate responsabilitățile în cazul unei sarcini nedorite.  Cei ce sprijină ideea spun că acest lucru i-ar permite femeii să se informeze înainte de a lua o decizie și să le dea bărbaților aceleași drepturi de reproducere ca și femeilor.   În încheierea cazului, Curtea de apel a SUA, a afirmat că cel de-al 14-lea amendament nu interzice dreptul statului de a trata diferite tipuri de persoane, în moduri diferite.

### Adopția
Activiștii pentru drepturile tatălui încearcă să găsească o abordare care să nu depindă de gen, în care bărbații și femeile ar avea drepturi egale în probleme de adopție. 

### Custodia copilului
Dreptul familiei este un domeniu ce i-a preocupat foarte mult pe activiștii pentru drepturile bărbaților. Aceste chestiuni variază de la un stat la altul și de la o țară la alta. În India, drepturile tatălui au fost luate în discuție din 2000.  Mulți bărbați se simt discriminați prin faptul că nu au aceleași drepturi legate de custodia comună sau de vizitare precum fostele soții. Marea Britanie și SUA au fost citate (împreună cu încă câteva state ce n-au fost numite) ca regiuni afectate în care problemele de custodie au fost complicate de ratele mari de divorț, de scăderea timpului petrecut de către tați cu copilul, pe când așteptările privind implicarea taților în viețile copiilor s-au mărit. Autorii cărții Teritoriile nefamiliare, scriu 
| “                         | lupta din prezent a mișcării pentru drepturile tatălui poate fi înțeleasă ca o parte a unei renegocieri dureroase și compleze a relațiilor intime, ce se împotrivește unui fundal de stiluri de viață aflate în schimbare și de așteptări | ” |
| — Teritoriile nefamiliare | |   |

În SUA, taților li s-a oferit custodia în 17,4% din cazuri, în anul 2007, un procentaj ce nu s-a schimbat statistic din 1994

### Răpirea internațională de minori
Activiștii drepturile bărbaților susțin că copiii unor bărbați de origine indiană au fost răpiți din casele lor din Canada, SUA și Europa și aduși în India, țară în care instanța națională nu recunoaște sentințele de custodie emise în străinătate. India nu este un subiect al Convenției de la Haga iar bărbații acuzați de hărțuire pentru obținerea de asigurare pot fi arestați în aeroporturile indiene. 

### Concediul paternal
Există o varietate mare de dispoziții legate de concediul paternal în cele 24 de țări vestice, ce aparțin în primul rând Europei, Australiei, Canadei și SUA. Cele mai liberale îi permit cuplului să decidă în ce fel va fi împărțit timpul petrecut cu copilul între tată și mamă. În țările în care alocația e valabilă și definită, perioada de timp este între 2 și 12 zile. Acolo unde alocația mamei e valabilă și definită (în toate țările în afară de SUA și Australia) perioada este de 14-20 de săptămâni patru țări având perioade mai extinse. 

### Frauda privind paternitatea
Fraude privind paternitatea apar atunci când o mamă identifică un bărbat în mod intenționat drept tată biologic, cunoscând faptul că nu acesta e adevărul. În unele cazuri un soț este legal răspunzător pentru copiii soției lui chiar dacă aceștia nu-i aparțin.  

### Sănătatea
Activiștii pentru drepturile bărbaților privesc problemele de sănătate ale bărbaților, precum și durata de viața mai scurtă comparativ cu cea a femeilor ca o dovadă a discriminării și opresiunii . Ei susțin că feminismul a dus la o concentrare a atenției pe problemele de sănătate ale femeii, în defavoarea bărbaților.  Activiștii vorbesc despre o rată de sinucidere mai mare în cazul bărbaților, în comparație cu femeile și se plâng în legătură cu fondurile alocate problemelor de sănătate ale bărbaților, observând inclusiv că cercetările privind cancerul de prostată primesc mai puține fonduri decât cele legate de cancerul la sân. Unii doctori și oameni de știință, afirmă, așa cum o face și Michael Messner, că acestea sunt costurile grele plătite de bărbați pentru conformarea cu definițiile mai înguste ale masculinității ce le promit să le ofere statut și privilegiu. În această accepție, și conform cu Michael Flood, sănătatea bărbaților ar putea fi îmbunătățită de abordarea noțiunilor distructive de bărbăție, un sistem economic ce prețuiește profitul și productivitatea în defavoarea sănătății lucrătorilor, și ignoranța furnizorilor de servicii, în loc de a blama o mișcare feministă a sănătății.
Organizația Internațională a sănătății, afirmă și că motivul principal pentru această prăpastie între modurile în care sunt tratate problemele de sănătate ale bărbaților și femeilor se datorează în primul rând consumului de tabac și alcool. Opinia doctorilor precum Thomas Perls, Myles Spar și a organizațiilor precum Comisia Europeană, susțin că acestea sunt cauzele duratei de viață mai reduse a bărbaților, în timp ce în cazul femeilor o durată scăzută a vieții e atribuită cauzelor genetice și biologice. pe lângă asta adăugându-se și factorii sociali inclusiv o tendință mai scăzută de a consulta medicul și de a-și face controale de rutină. Se consideră că peste 50% din morțile premature ale bărbaților ar fi putut fi evitate. Unii specialiști au suerat că ar trebui investiți mai mulți bani în a reduce disparitatea dintre speranța de viață a bărbaților și a femeilor   Unii doctori și academicieni au argumentat dă circumczia masculină ar reprezenta o violare a dreptului bărbatului la integritatea fizică  lucru care nu este însă pe deplin acceptat deși circumcizia feminină este criticată de majoritatea specialiștilor în protecția copiilor ca și de UNICEF.

### Educația
Activiștii pentru drepturile bărbaților descriu educația băieților ca fiind în criză, aceștia având rezultate școlare reduse și o motivație mai scăzută decât fetele. Avocații dau vina pe influența feminismului asupra educației pentru discriminarea și opresarea sistematică a băieților din sistemul educațional. Ei critică ceea ce descriu ca o feminizare a educației, afirmând că predominarea profesoarelor, o concentrare pe nevoile fetelor precum și unele metode de evaluare ce le favorizează pe fete s-au dovedit a fi restrictive și represive în ceea ce-i privește pe bărbați și băieți. 
Drepturile bărbaților cer o mai mare recunoaștere a masculinității, un număr mai mare de modele masculine, sporturi mai competitive și responsabilități crescute pentru băieți în cadrul școlar. Aceștia au cerut și rutine școlare mai clare, structuri școlare mai tradiționale, inclusiv clase doar de băieți și o disciplină mai strictă.
Criticii spun că grupările pentru drepturile bărbaților au tendința de a-i privi pe băieți ca pe un grup omogen ce are aceleași experiențe școlare, și că nu iau în considerare în analiza lor, felul în care pot să varieze răspunsurile la modul de educație, conform vârstei, culturii, etniei, sexualității, religiei și clasei. În Australia, discursurile activiștilor a influențat documente politice guvernamentale; un impact mai redus a fost observat în Marea Britanie, unde feminismul a avut mai puțină influență asupra politicii educaționale.

### Serviciul militar obligatoriu
Activiștii pentru drepturile bărbaților au afirmat că serviciul militar obligatoriu în cazul bărbaților este un exemplu de opresiune a bărbaților. 
În 1971, în SUA, detașamentul de rezistență a inițiat un proces ce pretinde că serviciul militar obligatoriu violează drepturile bărbaților la protecție egală sub constituția SUA.  Când cazul Rostker v Goldberg a ajuns în Instanța Supremă în 1981, aceștia au obținut sprijinul grupărilor pentru drepturile bărbatului și al unor grupări feministe, inclusiv al Organizației Naționale pentru femei. Cu toate acestea Instanța Supremă a susținut decretul serviciului militar selectiv ce afirma că argumentul de a le înregistra și pe femei era bazat pe considerente de echitate Congresul fiind îndreptățit, în exercitarea puterilor sale constituționale, să se axeze pe nevoile militare și nu pe echitate.
Până a intrarea României în Uniunea Europeană serviciul militar era obligatoriu pentru bărbații din România. 

### Structurile guvernamentale
Grupările pentru drepturile bărbatului au cerut structuri guvernamentale axate pe sexul masculin, care să abordeze probleme specifice bărbaților și băieților inclusiv educație, sănătate, muncă și căsătorie. Grupările pentru drepturile bărbaților din India au cerut crearea unui Minister pentru bunăstarea bărbaților și o Comisie Națională a bărbaților, precum și o abolire a Comisiei Naționale pentru femei. În Marea Britanie, a fost propusă crearea unui minister pentru bărbați analog ministerului pentru femei aflat în existență; această propunere a fost respinsă de guvernul lui Tony Blair. În SUA, Warren Farrell conduce o comisie axată pe crearea unui consiliu al Case Albe a băieților și bărbaților, ca un duplicat al consiliului Casei Albe al femeilor și fetelor, ce a fost format în martie 2009.

### Violența domestică
Din anii 1970-1980, activiștii pentru drepturile bărbaților au afirmat pe baza studiilor academice, că incidența violenței domestice și a infracțiunilor comise de femei nu prea sunt raportate , în parte din cauza faptului că bărbaților le este greu să admită că se află în postura de victime. Unii susțin că femeile sunt la fel de violente ca și bărbații și că violența domestică este egală pentru ambele sexe și spun că sistemul judiciar acceptă prea ușor acuzațiile false de violență domestică făcute de femei împotriva partenerului. Scriitoarea Christina Hoff Sommers ce sprijină drepturile bărbaților a comentat că acuzațiile false legate de violența domestică provocată de bărbați sunt cel mai răspândite, fiind imune la contestări.  Avocații pentru drepturile bărbaților au criticat protecția legală de care se bucură femeile abuzate. Aceștia au făcut campanie pentru construirea unor adăposturi destinate bărbaților bătuți și pentru educarea sistemului legal cu privire la violența femeilor.

### Acuzațiile false de viol
Activiștii miscării pentru drepturile bărbaților sunt îngrijorați de creșterea numărului de acuzații false de viol Brotman, Barbara (30 octombrie 1992). „Sex Contract Shares Intimate Knowledge”. The Chicago Tribune. Arhivat din original la 22 mai 2013. Accesat în 1 noiembrie 2012.</ref> și încearcă să protejeze pe bărbații în cazuă de consecințele acestor acuzații false. Activiștii pentru drepturile bărbaților au afirmat că există o epidemie de acuzații false ce sunt devastatoare pentru cei acuzați în mod nedrept, și au făcut campanie pentru creșterea nivelului de probe nesare pentru sprijinul cazurilor de viol și violență domestică. Ei protestează împotriva numirii violatorilor acuzați în vreme ce acuzatorul beneficiază de protecția anonimității. Unii activiști pentru drepturile bărbaților pun la îndoială statutul criminal al violului marital, observând că sexul în cadrul mariajului face parte din convenția maritală. În contexte extramaritale, ei au sugerat că ar trebui semnat un contract al sexului consensual de către parteneri pentru a îi proteja pe bărbați de acuzații de viol, sau de plata pensiei alimentare în cazul conceperii unui copil.

### Asigurările sociale
Grupările pentru drepturile bărbaților au susținut din 1970 că bărbaților li se oferă o siguranță socială și beneficii privind taxele inferioare femeilor. 
Warren Farrelll afirmă că bărbații din SUA plătesc mai mult pentru siguranța socială dar femeile primesc mai multe beneficii și că discriminarea bărbaților în privința asigurării și a pensiilor a trecut neobservată. . De exemplu, pensia de urmaș din Australia este oferită unei văduve născută înainte de 1 iunie 1955, lipsită de experiență în câmpul muncii și cu un venit mic, dacă devine văduvă, divorțează sau se separă de un soț sau de concubin. Această dispoziție este valabilă doar pentru femei și nu pentru bărbații aflați în aceeași situație.

### Favorizarea femeilor
Un argument al mișcării pentru drepturile bărbaților este acela că nu mai există privilegii pentru bărbați. Cei ce susțin această idee sunt împărțiți în două: cei ce spun că sexismul îi afectează acum atât pe bărbați cât și pe femei în mod egal și cei ce spun că acum trăim într-o eră în care femeile sunt privilegiate.